# Hybogaster crista
Hybogaster crista är en stekelart som först beskrevs av Günther Enderlein 1920.  Hybogaster crista ingår i släktet Hybogaster och familjen bracksteklar. Inga underarter finns listade i Catalogue of Life.